# 岐城站
岐城站（朝鲜语：기성역；）曾为朝鲜半岛铁路金刚山线上的一个车站，位于江原道昌道郡岐城里，已于1944年废止。

## 历史
- 1929年4月15日：开始使用。
- 1944年10月1日：停用本站。